# Michael Conlan (boxejador)
Michael John Conlan és un boxejador professional irlandès nascut a Belfast el 19 de novembre de 1991. Com a amateur, ha estat un dels boxejadors més exitosos d'Irlanda de tots els temps, aconseguint el número u en el rànquing mundial de pes gall. Va guanyar una medalla de bronze als Jocs Olímpics de 2012 i d'or en els Campionats del Món de 2015. Va fer el seu primer combat professional el 2017. El març de 2022 va optar al títol de pes ploma de l'Associació Mundial de Boxa (WBA Regular), caient davant Leigh Wood.